# Project for the New American Century
 (septembre 2017).
Le Project for the New American Century, ou PNAC (« Projet pour le nouveau siècle américain ») est un think tank néoconservateur américain ayant fonctionné de 1997 à 2006. Cet organisme qui se présente comme une organisation d'éducation à but non lucratif, a été fondé au début de l'année 1997 par William Kristol et Robert Kagan. L'objectif affiché du PNAC est de promouvoir le leadership mondial des États-Unis.
Le PNAC pose en principe fondamental la considération selon laquelle le « leadership américain est à la fois bon pour l'Amérique et bon pour le monde » et apporte son soutien pour une « politique reaganienne de puissance militaire et de clarté morale ».
Cette organisation a exercé une forte influence sur les hauts fonctionnaires du gouvernement des États-Unis durant les mandats du président américain George W. Bush et a eu une incidence très importante sur le développement militaire et la politique des affaires étrangères, particulièrement en ce qui concerne la sécurité nationale et la guerre en Irak.

## Objectifs
Fondé au printemps 1997, le PNAC se définit comme une organisation bénévole d'éducation dont l'objectif est la promotion d'un « American Global Leadership » (Leadership global américain). Le PNAC se place ainsi comme groupe de réflexion et d'influence, œuvrant à trouver et engager des moyens de prolonger au XXIe siècle le leadership mondial des États-Unis acquis depuis la Seconde Guerre mondiale, que ce soit dans les domaines politique, économique, culturel ou militaire. Son siège social de Washington, D.C. se trouve d'ailleurs dans le même immeuble qu'une autre organisation défendant les intérêts des États-Unis, l'American Enterprise Institute.

## Contexte et historique
À l'initiative du projet du New Citizenship Project, une organisation 501(c)(3) dirigée par William Kristol et Gary Schmitt, le Project for the New American Century est fondé en partie par la Sarah Scaife Foundation (en), la John M. Olin Foundation (en) et la Bradley Foundation (en).
Le 26 janvier 1998, dans une lettre ouverte au président Bill Clinton, ses membres appellent explicitement à mener une campagne en Irak pour renverser Saddam Hussein.

## Membres

### Membres fondateurs du projet
- William Kristol, (fondateur et président du PNAC)
- Robert Kagan, (cofondateur)
- Bruce P. Jackson
- Mark Gerson
- Randy Scheunemann

### Direction
- Ellen Bork, Deputy Director
- Gary Schmitt, Senior Fellow
- Thomas Donnelly, Senior Fellow
- Reuel Marc Gerecht, Senior Fellow
- Timothy Lehmann, Assistant Director
- Michael Goldfarb, Research Associate

### Membres signataires du projet
Parmi ses membres, se trouvent de nombreux politiciens néo-conservateurs, certains occupant de hautes fonctions au sein de l'administration de George W. Bush :
- Donald Rumsfeld (ancien secrétaire à la Défense)
- Paul Wolfowitz (ancien président de la Banque mondiale)
- Richard Armitage
- Dick Cheney (ancien vice-président des États-Unis)
- Lewis Libby
- Elliott Abrams
- William John Bennett
- John Ellis « Jeb » Bush
- Eliot A. Cohen
- Midge Decter
- Paula Dobriansky
- Steve Forbes
- Aaron Friedberg
- Francis Fukuyama
- Frank Gaffney
- Fred C. Ikle
- Donald Kagan
- Norman Podhoretz
- J. Danforth Quayle
- Peter Rodman
- Stephen Rosen
- Henry Rowen
- Vin Weber
- George Weigel

### Membres collaborateurs au projet
- Francis Fukuyama
- John R. Bolton
- Jeane Kirkpatrick
- Robert Kagan
- Charles Krauthammer
- Richard Lee Armitage
- William Kristol
- John Lehman
- Richard Perle
- Daniel Pipes
- Norman Podhoretz
- Donald Rumsfeld
- Gary Schmitt
- Zalmay Khalilzad (ambassadeur des États-Unis en Irak)
- Robert Zoellick
- Seth Cropsey
- Midge Decter
- Paula Dobriansky
- Thomas Donnelly
- Nicholas Eberstadt
- Hillel Fradkin
- Aaron Friedberg
- Stephen J. Solarz
- Frank Gaffney
- Jeffrey Gedmin
- Reuel Marc Gerecht
- Charles Hill
- Bruce P. Jackson
- Eli S. Jacobs
- Michael Joyce
- Jeffrey Bell
- I. Lewis Libby
- Tod Lindberg
- Rich Lowry
- Clifford May
- Joshua Muravchik
- Michael O'Hanlon
- Martin Peretz
- William J. Bennett
- Jeffrey Bergner
- Ellen Bork
- Peter W. Rodman
- Stephen P. Rosen
- Vin Weber
- Randy Scheunemann
- Rudy Boschwitz
- William Schneider, Jr.
- Richard H. Shultz
- Stephen J. Kantany
- Henry Sokolski
- Linda Chavez
- Dov S. Zakheim
- R. James Woolsey, Jr.
- Marshall Wittmann
- Leon Wieseltier
- Eliot Cohen
- Donald Kagan
- Kenneth Adelman
- Richard V. Allen
- Gary Bauer

André Glucksmann et Bernard Kouchner sont quelquefois erronément cités comme membres du PNAC. En fait, ils n'ont été que signataires, en 2004, à côté de personnalités aussi diverses que Massimo D'Alema ou Joe Biden, d'une lettre ouverte présentée par le think tank aux chefs d'État et de gouvernement de l'Union européenne.

## Propositions
Le PNAC fait partie d'un projet plus large, appelé « New Citizenship Project » (Projet pour une nouvelle citoyenneté), une organisation financée par la Bradley Foundation.
Norman Podhoretz, père fondateur du néo-conservatisme et signature fondatrice du PNAC, en explique les enjeux « L'essence de notre pensée affirmait que l’Amérique incarnait une puissance de Bien dans le monde et qu’elle n’était pas responsable de l’antiaméricanisme, cette haine irrationnelle que notre pays inspirait à l’étranger. Nous défendions les États-Unis contre les critiques émises à gauche et nous soutenions un rôle actif de notre puissance sur les affaires du monde, afin de répandre la liberté et la démocratie partout où cela était possible ».
Le rapport Rebuilding America's Defenses (Reconstruire les défenses de l'Amérique), rédigé par les membres du PNAC en 2000, présente sa doctrine dans un document de 90 pages qui porte sur la stratégie militaire des États-Unis. Du fait de son importance, tant par sa taille que par son influence, ce rapport équivaut à un programme politique. Il présente une vaste analyse de la situation, partant du postulat selon lequel le leadership américain profite à la fois aux États-Unis et au reste du monde.
Dans cet esprit, diverses propositions sont présentées :
- maintenir une supériorité nucléaire ;
- augmenter la quantité de personnel militaire ;
- repositionner les bases américaines ;
- modernisation des équipements militaires de façon sélective ;
- développer et déployer des défenses anti-missiles ;
- assurer la supériorité des forces conventionnelles à long terme ;
- augmenter le budget de la défense à hauteur de 3,8 % du PIB.

## Controverse
Les idées avancées par le PNAC dans le rapport Rebuilding America's Defenses font l'objet de critiques parfois vives telle que celle de la médecin et militante anti-nucléaire australienne Helen Caldicott : « This is the new Mein Kampf. Only Hitler did not have nuclear weapons. It's the scariest document I've ever read in my life. » (« Ceci est le nouveau Mein Kampf. La seule différence est qu'Hitler n'avait pas d'armes nucléaires. C'est le document le plus effrayant que j'aie jamais lu dans ma vie »).
Cette comparaison sera souvent utilisée par les détracteurs du PNAC, notamment des organisations non gouvernementales pacifistes, des partis politiques, et des associations citoyennes[réf. souhaitée]. Selon eux, les deux textes présenteraient de grandes similitudes, telles que « ses objectifs » (la domination du monde par un seul pays), « ses rédacteurs » (un mouvement politique radical accédant au pouvoir) ainsi que « ses conséquences » (ignorées et/ou sous-évaluées bien que le groupe au pouvoir envisage une dictature militaire mondiale), et les armes de destruction massive actuelles rendraient les dangers potentiels encore plus grands.
Les partisans des thèses du complot intérieur y voient même des indices laissant penser que les attentats du 11 septembre 2001 auraient pu être organisés par le gouvernement américain lui-même, afin de pouvoir justifier ses opérations militaires depuis 2001 et faire voter des lois liberticides au nom de la lutte anti-terroriste ; on trouvait en effet dans ce rapport la phrase suivante : « Further, the process of transformation, even if it brings revolutionary change, is likely to be a long one, absent some catastrophic and catalyzing event – like a new Pearl Harbor. » (« De plus, le processus de transformation, même s'il apporte un changement révolutionnaire, sera probablement long en l'absence d'un événement catastrophique et catalyseur - comme un nouveau Pearl Harbor »).